# 호이트 예이트먼
호이트 호레이쇼 예이트먼 주니어(영어: Hoyt Horatio Yeatman Jr., 1955년 1월 23일 ~ )은 미국의 시각효과 연출가, 영화 감독이다. 제리 브룩하이머 영화 《아마겟돈》(1998), 《콘 에어》(1997), 《더 록》(1996) 등에서 시각효과를 제작했다. 《G-포스: 기니피그 특공대》(2009)로 감독 데뷔하였다.

## 출연 작품
- 나쁜 녀석들 : 포에버 (2020)
- G-포스: 기니피그 특공대 (2009)
- 캥거루 잭 (2003)
- 미션 투 마스 (2000)
- 심연 (1989)
- 우주 생명체 블롭 (1988)
- 나이트메어 3 - 꿈의 전사 (1987)